# 105e méridien ouest
En géographie, le 105e méridien ouest est le méridien joignant les points de la surface de la Terre dont la longitude est égale à 105° ouest.

## Géographie

### Dimensions
Comme tous les autres méridiens, la longueur du 105e méridien correspond à une demi-circonférence terrestre, soit 20 003,932 km. Au niveau de l'équateur, il est distant du méridien de Greenwich de 11 688 km,.
Avec le 75e méridien est, il forme un grand cercle passant par les pôles géographiques terrestres.

### Régions traversées
En commençant par le pôle Nord et descendant vers le sud au pôle Sud, Le 105e méridien ouest passe par:
| Coordonnées           | Pays, territoire ou mer   | Notes |
| --------------------- | ------------------------- | --- |
| 90° 00′ N, 105° 00′ O | Océan Arctique            | |
| 79° 19′ N, 105° 00′ O | Canada                    | Nunavut — Île Ellef Ringnes |
| 79° 02′ N, 105° 00′ O | Océan Arctique            | |
| 78° 31′ N, 105° 00′ O | Canada                    | Nunavut — Île Ellef Ringnes |
| 78° 29′ N, 105° 00′ O | Détroit de Maclean        | |
| 77° 32′ N, 105° 00′ O | Canada                    | Nunavut — Île Lougheed |
| 77° 10′ N, 105° 00′ O | Canal de Byam Martin (en) | |
| 75° 35′ N, 105° 00′ O | Canal de Byam (en)        | Passe juste à l'ouest de Île de Byam Martin, Nunavut, Canada (à 75° 07′ N, 104° 54′ O) |
| 75° 05′ N, 105° 00′ O | Canal de Parry            | Détroit du Vicomte-Melville |
| 73° 43′ N, 105° 00′ O | Canada                    | Nunavut — Île Stefansson |
| 73° 00′ N, 105° 00′ O | Canal de M'Clintock (en)  | |
| 72° 12′ N, 105° 00′ O | Canada                    | Nunavut — Île Victoria |
| 68° 53′ N, 105° 00′ O | Golfe de la Reine-Maud    | |
| 68° 35′ N, 105° 00′ O | Canada                    | Nunavut — Qikiqtaryuaq et le continent Territoires du Nord-Ouest — à partir de 64° 29′ N, 105° 00′ O Saskatchewan — à partir de 60° 00′ N, 105° 00′ O                                                                                      |
| 49° 00′ N, 105° 00′ O | États-Unis                | Montana Wyoming — à partir de 45° 00′ N, 105° 00′ O Colorado — à partir de 41° 00′ N, 105° 00′ O, passe par Denver (à 39° 45′ N, 105° 00′ O) Nouveau-Mexique — à partir de 37° 00′ N, 105° 00′ O Texas — à partir de 32° 00′ N, 105° 00′ O |
| 30° 40′ N, 105° 00′ O | Mexique                   | Chihuahua Durango — à partir de 26° 30′ N, 105° 00′ O Nayarit — à partir de 22° 56′ N, 105° 00′ O Jalisco — à partir de 20° 55′ N, 105° 00′ O                                                                                              |
| 19° 21′ N, 105° 00′ O | Océan Pacifique           | Passe juste à l'est de Île Sala y Gómez, Chili (à 26° 28′ S, 105° 21′ O) |
| 60° 00′ S, 105° 00′ O | Océan Austral             | |
| 74° 41′ S, 105° 00′ O | Antarctique               | Liste des territoires non revendiqués |